# Баш-Ильчикеево
Баш-Ильчикеево (баш. Башҡорт Илсекәйе) — деревня в Салаватском районе Республики Башкортостан Российской Федерации. Входит в состав Мурсалимкинского сельсовета. Так же жители этой деревни могут называть её Башташ, по одноимённому хребту находящегося не подалёку.

## География

### Географическое положение
Расстояние до:
- районного центра (Малояз): 43 км,
- центра сельсовета (Мурсалимкино): 9 км,
- ближайшей ж/д станции (Мурсалимкино): 8 км.

## Население
| 2002 | 2009 | 2010 |
| ---- | ---- | ---- |
| 328  | ↗399 | ↘337 |

Национальный состав
Согласно переписи 2002 года, преобладающая национальность — башкиры (96 %).

## Памятник
24 октября 1943 года тяжёлый транспортный самолёт Г-2, следовавший курсом Челябинск — Самара, разбился на горном хребте Башташ, как предполагается, из-за погодных условий. На борту было 5 человек, погиб второй пилот — женщина. После падения самолёт загорелся. Выживший летчик и члены экипажа пришли за помощью в деревню. Их дальнейшая судьба неизвестна. Девушку похоронили в братской могиле. Недавно в районной газете писали, что выяснили, как звали второго пилота. Это Розанова Ксения Васильевна, краевед Дмитрий Хлыбов нашёл её внучку Людмилу, которая живёт в Краснодаре.
В феврале 2023 года об этой уникальной истории узнал Дмитрий Хлыбов и краевед Наталья Плеханова. За три месяца была организована большая поисковая работа среди населения и две экспедиции на место катастрофы. В итоге с этого места были доставлены в Баш-Ильчикеево сохранившиеся детали самолета. Часть их была передана музею Салавата Юлаева. Памятник был установлен 23 мая 2023 года.